# Auguste Rodin
Auguste Rodin (François-Auguste-René Rodin, født 12. november 1840 i Paris, død 17. november 1917) var en fransk billedhugger.
Født i en arbejderfamilie i Paris fik han en central rolle i moderne skulpturhistorie som både en mester i og en oprører mod Beaux-Arts traditionen.
På trods af det talent, der ses i hans portræt af den præst, der hjalp ham med at opdage talentet, blev Rodin nægtet adgang til Beaux kunstakademiet. Han blev optaget på en skole for dekorativ skulptur og flyttede til Belgien for at arbejde i et studie, der producerede den slags.
Blandt hans bedst kendte skulpturer er Grubleren og Kysset. Grubleren findes i mange originale versioner, bl.a. på Glyptoteket og ses i talrige film, bl.a. The Blues Brothers (1980) og Nat på museet 2 (2009).
Rodin var inspireret af renæssancebilledhuggeren Michelangelo, hvilket kommer til udtryk ved Rodins meget muskuløse skulpturer.
I juli 2015 blev en version af Rodins buste L'homme au nez cassé (Manden med den brækkede næse) stjålet fra Glyptoteket.
| - Auguste Rodin portrætteret - Buste af Camille Claudel, 1888-89 - Radering af Alphonse Legros - Foto af Nadar, 1891 - Foto af George Charles Beresford, 1902 - Rodin ca. 1910 af Auguste Renoir |

| - Kendte værker - Manden med den brækkede næse (en), 1864 - Kysset i Rodin-museet, 1882 - Grubleren. I bronze 1902 |

| - Andre værker af Auguste Rodin - Balzac, 1892 - Victor Hugo - Gustav Mahler - Clemenceau |

| - Masker |